# Bellona Foundation

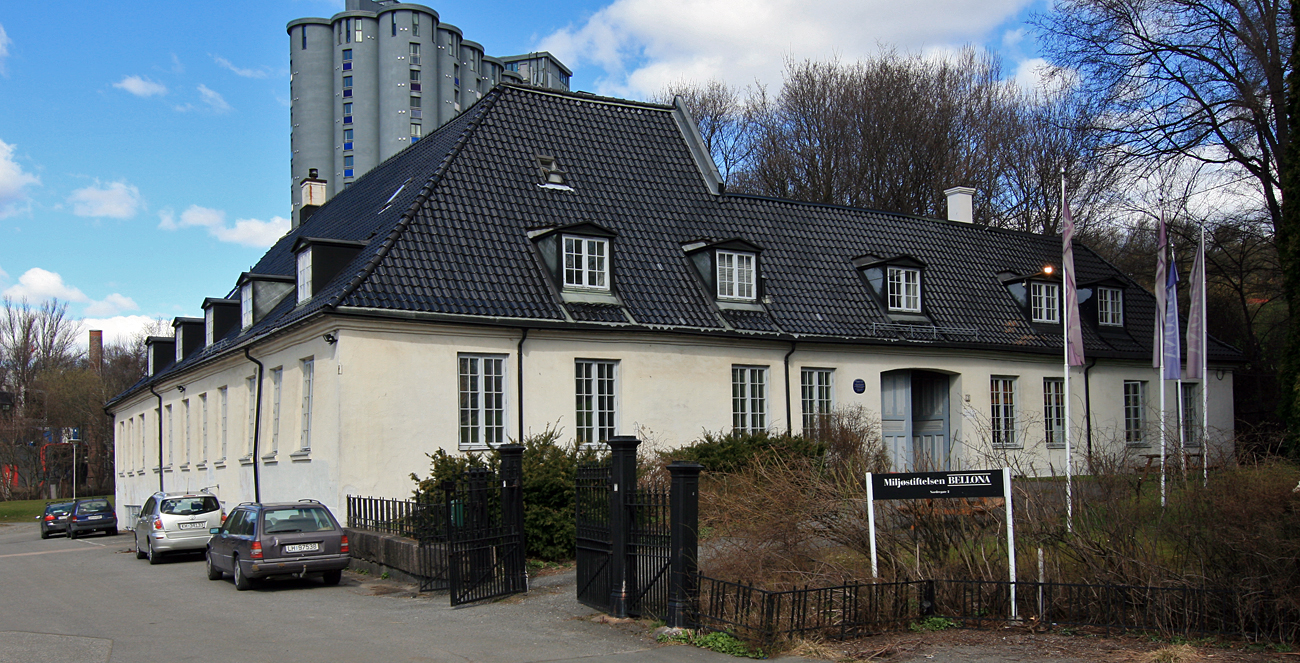
Het kantoor van Bellona in Oslo

De Bellona Foundation is een internationale natuurbeschermingsorganisatie die werd opgericht in 1986 en is gevestigd in de Noorse stad Oslo. Het is vooral een nucleaire waakhond gericht op de ontwikkelingen in Rusland, met vestigingen in Moermansk en Sint-Petersburg. De organisatie heeft tevens vestigingen in Washington D.C. en Brussel.
In februari 1996 werd de Russische expert Aleksandr Nikitin van Bellona gearresteerd door de Russische veiligheidsdienst FSB en aangeklaagd voor verraad door spionage, vanwege zijn bijdragen aan een rapport van Bellona over de nucleaire veiligheid binnen de Russische Noordelijke Vloot. In 2000 werd hij vrijgesproken door het Russische hooggerechtshof.